# Solna stad
Se även Solna kommun, som sedan 1991 i vissa sammanhang också kallas Solna stad.
Solna stad var en stad och kommun i Stockholms län.

## Administrativ historik
Solna stad bildades den 1 januari 1943 genom en ombildning av Solna landskommun, varvid också de fyra municipalsamhällen som funnits inom kommunen upplöstes. Dessa municipalsamhällen hette Nya Hagalund, Nya Huvudsta, Lilla Alby och Råsunda. Den nya staden hade 29 286 invånare den 31 december 1942.
Den 1 januari 1949 (enligt beslut den 30 mars 1948) överfördes till Solna stad från den upplösta Spånga landskommun ett område med 391 invånare och omfattande en areal av 0,60 km², varav 0,57 km² land. Vid samma tidpunkt överfördes från Solna stad till Sundbybergs stad ett område (innefattande tidigare Lilla Alby municipalsamhälle) med 2 810 invånare och omfattande en areal av 0,32 km², varav allt land.
1 januari 1951 (enligt beslut den 24 mars 1950) överfördes till Solna stad från Sundbybergs stad ett obebott område omfattande en areal av 0,005 km², varav allt land.
1 januari 1956 överfördes från Solna stad till Sundbybergs stad ett obebott område omfattande en areal av 0,001 km² land.
1 januari 1966 tillfördes ett obebott område omfattande en areal av 0,03 km² land från Sundbybergs stad. Samtidigt överfördes ett obebott område omfattande en areal av 0,08 km² land i motsatt riktning.
Solna-Sundbybergs kommunblock bildades 1965 inför en planerad sammanläggning av dessa båda kommuner. Någon sammanläggning kom dock inte till stånd och staden ombildades 1971 till Solna kommun utan förändrat territorium.

### Judiciell tillhörighet
I likhet med andra under 1900-talet inrättade stadskommuner fick staden inte egen jurisdiktion utan låg fortsatt under landsrätt i Södra Roslags domsaga och Södra Roslags domsagas tingslag. Den 1 juli 1951 (enligt beslut den 8 december 1950) utbröts staden ur Södra Roslags domsaga för att bilda Solna domsaga och Solna domsagas tingslag.

### Kyrklig tillhörighet
I kyrkligt hänseende hörde staden till Solna församling och från 1 januari 1963 också till Råsunda församling, som utbröts ur Solna församling. Enligt beslut den 9 december 1910 fick vissa inom dåvarande Solna landskommun bosatta personer rätt att kyrkoskrivas i Hovförsamlingen.

### Sockenkod
För registrerade fornfynd med mera så återfinns staden inom ett område definierat av sockenkod 0088 som motsvarar den omfattning staden hade kring 1950, vilket innebär koden även används för Solna socken.

## Stadsvapen
Blasonering: I blått fält en sol av guld.
Solna kommunvapen fastställdes 1940 för dåvarande Solna landskommun och registrerades 1974 för Solna kommun.

## Befolkningsutveckling
| Befolkningsutvecklingen i Solna stad 1945–1970 | Befolkningsutvecklingen i Solna stad 1945–1970 | Befolkningsutvecklingen i Solna stad 1945–1970 | Befolkningsutvecklingen i Solna stad 1945–1970 | Befolkningsutvecklingen i Solna stad 1945–1970 |
| --- | ---------------------------------------------- | ---------------------------------------------- | ---------------------------------------------- | ---------------------------------------------- |
| |                                                |                                                |                                                |                                                |
| År |                                                |                                                | Folkmängd                                      |                                                |
| 1945 | 1945                                           |                                                | 33 373                                         |                                                |
| 1950 | 1950                                           |                                                | 37 063                                         |                                                |
| 1955 | 1955                                           |                                                | 44 303                                         |                                                |
| 1960 | 1960                                           |                                                | 50 864                                         |                                                |
| 1965 | 1965                                           |                                                | 55 096                                         |                                                |
| 1970 | 1970                                           |                                                | 55 557                                         |                                                |
| Anm: För år 1945: befolkning enligt folkräkning 31 december enligt den administrativa indelningen den 1 januari följande år. 1950 avser befolkning enligt folkräkning den 31 december enligt den administrativa indelningen den 1 januari 1952. 1955 avser den kyrkobokförda befolkningen den 31 december enligt den administrativa indelningen den 1 januari följande år. 1960 & 1965 avser befolkning enligt folkräkning den 1 november enligt den administrativa indelningen den 1 januari följande år. 1970 avser befolkning enligt folkräkning den 1 november 1970 i det område som staden omfattade när den blev Solna kommun 1 januari 1971. |                                                |                                                |                                                |                                                |

## Geografi
Solna stad omfattade den 1 januari 1952 en areal av 20,42 km², varav 19,15 km² land. Efter nymätningar och arealberäkningar färdiga den 1 januari 1955 omfattade staden den 1 januari 1961 en areal av 20,65 km², varav 19,51 km² land.

### Tätorter i staden 1960
I Solna stad fanns del av tätorten Stockholm, som hade 50 864 invånare i staden den 1 november 1960. Tätortsgraden i staden var då 100,0 procent.

## Politik

### Drätselkammarensordförande
- 1943–1956 C. A. Andersson (s)
- 1956–1967 K. A. Larsson (s)
- 1968–1970 C.-G. Eklund (fp)

### Mandatfördelning i valen 1942-1966
| 8 | 23 | 8 | 11 |

| 42 | 8 |

| 14 | 20 | 10 | 6 |

| 39 | 11 |

| 5 | 24 | 16 | 5 |

| 40 | 10 |

| 6 | 20 | 15 | 9 |

| 40 | 10 |

| 4 | 22 | 10 | 14 |

| 40 | 10 |

| 3 | 24 | 12 | 11 |

| 43 | 7 |

| 5 | 19 |  | 13 | 11 |

| 39 | 11 |